# William Lamport
William Lamport, alias Guillén Lombardo (Wexford, 1611 – Città del Messico, 19 novembre 1659), è stato un avventuriero irlandese cattolico.
A parte la sua avventurosa vita come rivoluzionario, pirata, donnaiolo, spadaccino, egli deve la sua unica vera fama alla compilazione della prima dichiarazione di indipendenza delle Indie, un documento in cui prometteva riforme terriere, pari opportunità, uguaglianza razziale e un monarca democraticamente eletto, più d'un secolo prima della Rivoluzione francese.
In base a quanto affermato da almeno uno storico, divenne famoso con l'epiteto di Zorro, la Volpe, per le sue avventure in Messico, fornendo la possibile ispirazione per il personaggio di Zorro; l'attribuzione dell'epiteto è, comunque, controversa.

## Biografia

### Nascita ed educazione
William Lamport nacque nel 1615 a Wexford, in Irlanda, da una famiglia di marittimi cattolici. Ricevette un'educazione cattolica presso i Gesuiti a Dublino e Londra.
All'età di ventun anni era già in grado di parlare non meno di 14 lingue.
Nel 1627 Lamport fu arrestato a Londra con l'accusa di sedizione avendo distribuito dei volantini filocattolici. Riuscì a fuggire, lasciò l'Inghilterra alla volta della Spagna e divenne un pirata per i successivi due anni. Combatté anche per i francesi all'Assedio di La Rochelle contro gli Ugonotti.
Nel 1633 si arruolò in uno dei tre reggimenti irlandesi sponsorizzati dagli spagnoli e prese parte alla battaglia contro le forze svedesi nell'Olanda spagnola. La sua partecipazione alla Battaglia di Nördlingen nel 1634 attirò l'attenzione del Gaspar de Guzmán y Pimentel, duca di Olivares, primo ministro di Filippo IV di Spagna, che l'aiutò poi a entrare al servizio del re. A quel punto egli aveva ispanizzato il proprio nome in Guillén Lombardo.

### Esilio
Esiliato dalla corte reale, a quanto pare per aver messo incinta la nobildonna spagnola Anna de Leina, lui che aveva già avuto una figlia da una portoghese, Lamport fu inviato in Messico, dove apparentemente si guadagnava da vivere dando lezioni di latino ma in realtà operando come spia al servizio del duca di Olivares e, a tempo perso, dedicandosi all'astrologia e all'attività di guaritore. In Messico, sempre secondo l'Inquisizione, iniziò a simpatizzare con gli schiavi indiani autoctoni e da essi avrebbe appreso la medicina nativa. Documenti dell'Inquisizione gli attribuiscono atti di coraggio, una relazione con una nobildonna spagnola e il sostegno, se non la fondazione, di un movimento indipendentista, volto a liberare gli schiavi ma anche a farlo diventare re del Messico.

### Arresto ed esecuzione
Nel 1642, allorché stava per fidanzarsi con la nobildonna Antonia Turcious, l'Inquisizione spagnola lo arrestò accusandolo di organizzare una guerra d'indipendenza contro la Spagna. Fu condannato a 10 anni di prigione. Fuggì nel 1650 e sopravvisse esattamente due giorni come fuggitivo. Usciva di nascosto di notte e affiggeva manifesti contro l'Inquisizione sui muri di Città del Messico. Nel 1659 l'Inquisizione spagnola lo condannò come eretico ad essere bruciato sul rogo . La leggenda vuole che riuscì a liberarsi dalle funi prima di bruciare e si strangolò da solo con il collare di ferro.

## Possibile fonte di ispirazione per il personaggio di Zorro
Nel 1999 un paleografo romano, Fabio Troncarelli, studiando documenti dell'Inquisizione, scoprì come William Lamport avesse avuto una vita ancora più avventurosa di quella sceneggiata in molti film. È dunque possibile che Lamport abbia ispirato a Johnston McCulley l'eroe fittizio "Zorro".